# Stadtkirche Unserer Lieben Frauen (Heldburg)

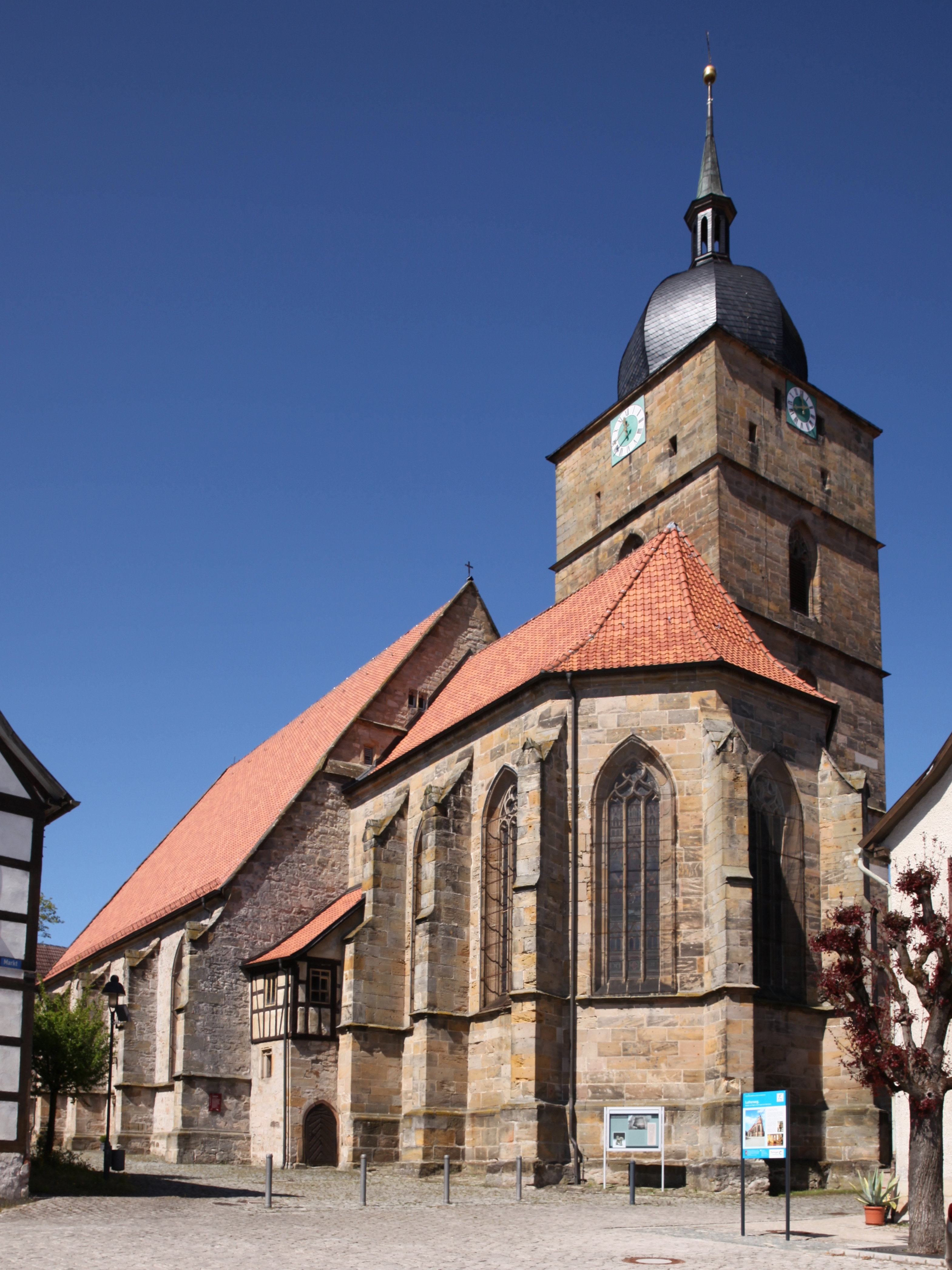
Stadtkirche Unserer Lieben Frau

Die evangelisch-lutherische Stadtkirche Unserer Lieben Frauen (Marienkirche) in Heldburg im Landkreis Hildburghausen in Thüringen, wurde Anfang des 16. Jahrhunderts errichtet.

## Lage
Die Kirche befindet sich im Ortszentrum am Markt. Früher stand sie mitten im ehemaligen Friedhof. Sie ist stadtbildprägend.

## Geschichte
Die Inschrift im Chor weist den Bau der Stadtkirche von 1502 nach. 1522 wurde der erste evangelische Gottesdienst im Rohbau gehalten. 1537 war die Kirche fertiggestellt; sie ist der vermutlich älteste protestantische Kirchenbau überhaupt. Der kompakte Kirchturm war 1614 fertiggestellt. In dem Sockelgeschoss mit der Sakristei, die von einem Kreuzrippengewölbe überspannt wird, sind Reste eines Vorgängerbaus vorhanden. 1819 bis 1828 ließ die Gemeinde umfangreiche Instandsetzungen und eine Neugestaltung des Innenraums durchführen. Die hölzerne Turmhaube mit verschieferter Schweifkuppel mit Arkadenaufsatz und pfeilartiger Spitze stammt aus der Erneuerung im Jahr 1849, nachdem 1848 ein Blitzeinschlag den Turm in Brand gesetzt hatte. Seitdem ist der Turm 45 Meter hoch.
Die letzte umfangreiche Innenrestaurierung mit Freilegung der ursprünglichen Farbfassung erfolgte 1978 bis 1981.

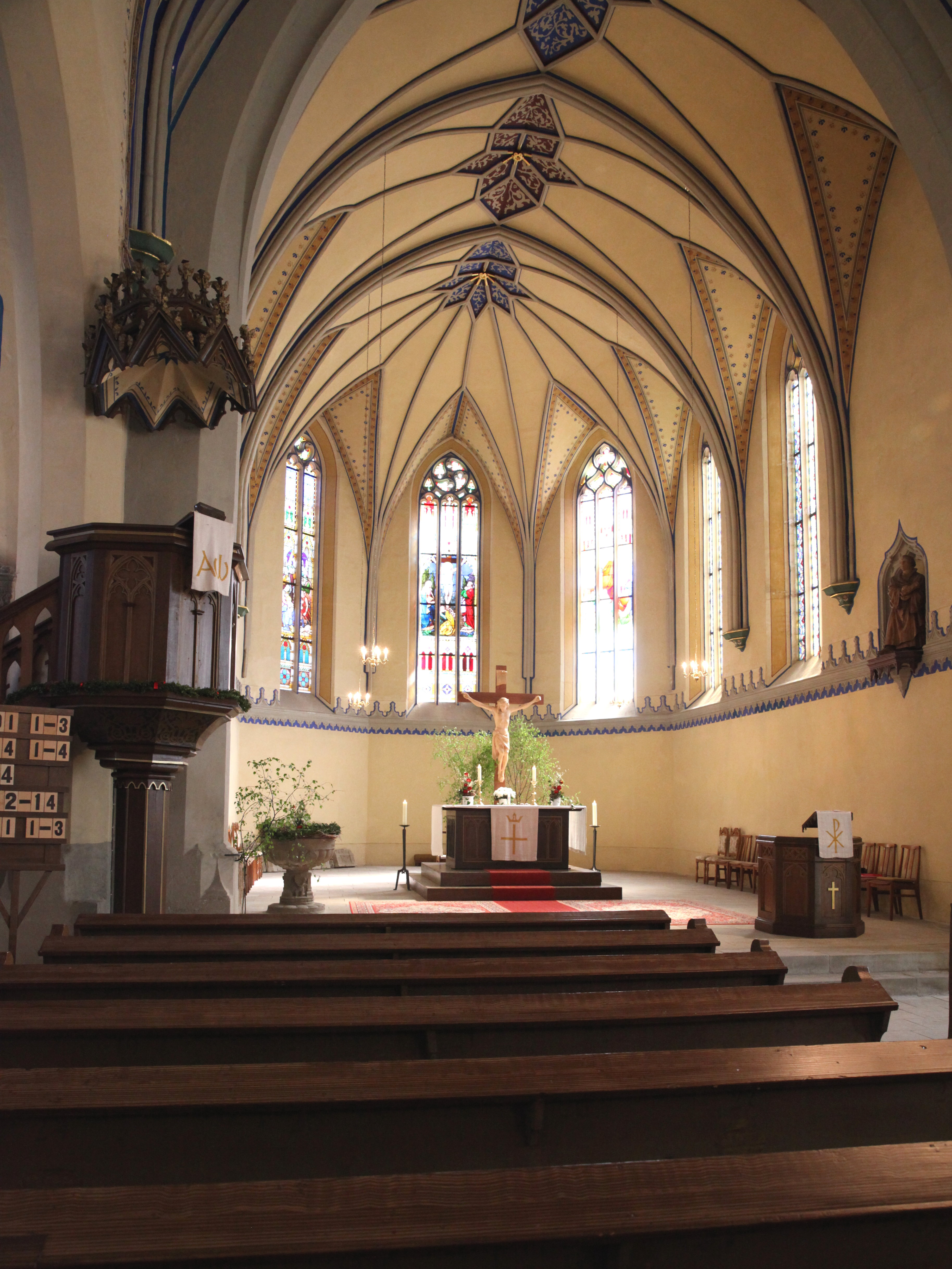
Chorraum

## Beschreibung
Sechs Säulen tragen das dreischiffige Langhaus. Es wird von hölzernen Gewölben überspannt, die 1819 eine Kassettendecke ersetzten. Über den Seitenschiffen sind rippenlose Kreuzgewölbe vorhanden, über dem Mittelschiff ein spitzbogiges Tonnengewölbe. Es ist mit dicht aufgelegten Rippen versehen und ergibt dadurch einen gotischen Eindruck. 1554 wurde das Langhaus mit Emporen versehen. Ende der 1970er Jahre wurden die Seitenemporen entfernt. Der eingezogene Chor mit einem Schlussjoch und zwei Langjochen hat Sterngewölbe. Die drei spitzbogigen, kehlprofilierten Chorschlussfenster schmücken farbige Glasmalereien, die 1892 die Glasmalereianstalt Heinersdorf in Berlin fertigte. Chor- und Mittelschiffgewölbe des Langhauses haben etwa gleiche Höhe, während die Wände des Langhauses nur etwa halb so hoch sind wie die des Chores. Zwischen den beiden Bauteilen befindet sich ein spitzbogiger Triumphbogen.
Der Kircheninnenraum ist spätgotisch gestaltet. Aus spätgotischer Zeit (1536) stammen die Sandsteinreliefs an der ehemaligen Kanzel und der Taufstein von 1537. Die Kanzel ist das älteste aus Stein gefertigte protestantische Exemplar weltweit. Vom Taufstein waren nur noch Bruchstücke vorhanden. Der fränkische Bildhauer Bernhard Friedrich hat ihn wieder fachgerecht instand gesetzt. An der rechten Ostwand des Langhauses befindet sich ein Alabasterepitaph von 1547, das an Bürgermeister Claus Backheuser und seine Ehefrau Agatha erinnert. Die davor stehende Figurengruppe, Maria mit dem Jesuskind, Petrus mit Schlüssel und Paulus mit Schwert, stammt aus dem Jahr 1900 und stand ursprünglich in der Klosterkirche zu Reinhardsbrunn.

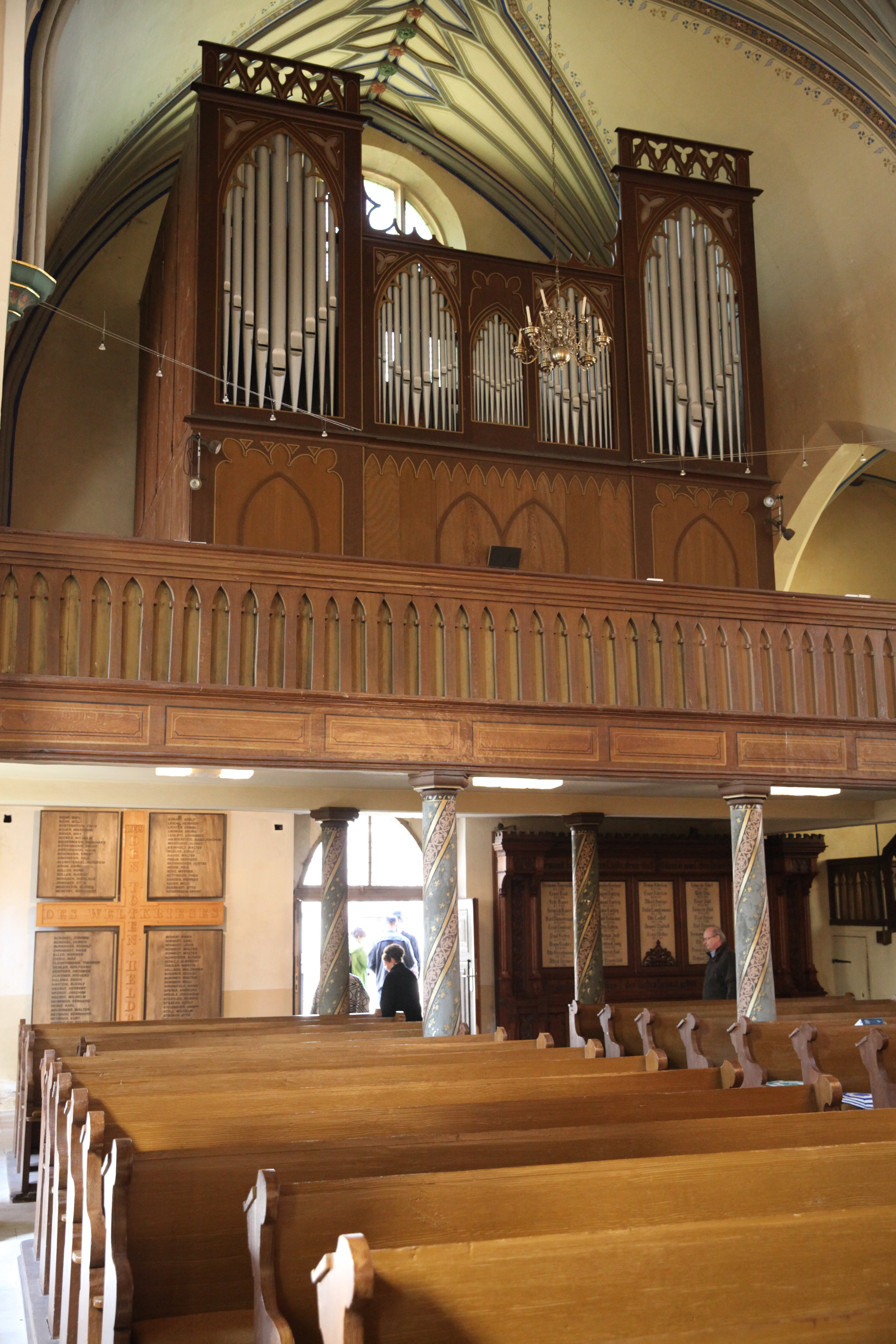
Orgel

Die Orgel baute in den Jahren 1823 bis 1825 der Heldburger Orgelbaumeister Laurenz Konrad Adam Heybach. Das frühromantische Instrument auf der Westempore hat ein neugotisches Orgelgehäuse, zwei Manuale und Pedal sowie 25 Register.
Die drei vorhandenen Bronzeglocken stammen aus den Jahren 1483, wohl aus dem Kloster Veilsdorf, 1626 (die Messglocke) und 1957. Außerdem läutete bis zur Abgabe zum Einschmelzen im Ersten Weltkrieg im Kirchturm die Taufglocke mit 70 Zentimeter Durchmesser. Sie war 1319 gegossen worden und die älteste Glocke des damaligen Herzogtums Sachsen-Meiningen.